# テレサ・レベック
テレサ・レベック（英語: Theresa Rebeck；1958年2月19日 – ）は、アメリカ合衆国オハイオ州ケンウッド生まれの劇作家、放送作家、小説家、脚本家である。

## 経歴
1976年にウルスラ学院(オハイオ州シンシナティ)を卒業し、その年からノートルダム大学で学び始め、1980年に卒業。そしてまたブランダイス大学で再び学び始め、1983年にマスターオブアーツ、1986年に美術学修士号を取得。

## 受賞

### 劇作家として
- 米国演劇コンファレンス賞
- ウィリアム・インゲ・ニュー・ボイス劇作家賞
- PEN／ローラ・ペルズ財団賞
- アレックス賞
- リリー賞

### 脚本家として
- "Primetime Emmy Awards" エミー賞最優秀ドラマシリーズ賞(テレビドラマ「NYPDブルー」にて96年と97年に2度)
- ゛WGA Award (TV)" 全米脚本家組合賞エピソードドラマ賞
- "George Foster Peabody Awards" ピーボディ賞
- "Edgar Allan Poe Awards" エドガー賞

## フィルモグラフィ

### テレビドラマ
- "Canterbury's Law" カンタベリーズ・ロウ (2008年)
- "Smith" スミス (2006年)
- "Law & Order: Criminal Intent" LAW & ORDER:犯罪心理捜査班(2001年)
- "Third Watch" サードウォッチ (1999年～2005年)
- "Maximum Bob" マキシムボブ (1998年)
- "Total Security" トータルセキュリティー (1997年)
- "American Dreamer" アメリカンドリーマー(1984年)
- "L.A. Law" L.A.ロー 七人の弁護士 (1986年～1994年)
- "Dream On" ドリームオン (1990年～1996年)
- "NYPD Blue" NYPDブルー (1993年～2005年)
- "Brooklyn Bridge" ブルックリン橋 (1997年)
- "Smash" SMASH (2012年～2013年)

### 映画
(脚本家としての作品も含む)
- "Harriet the Spy" ハリエットのスパイ大作戦 (1996年)
- "Gossip" ゴシップ (2000年)
- "Catwoman" キャットウーマン (2004年)
- "Sunday on the Rocks" (2004年)
- "Seducing Charlie Barker" (2010年)

## 私生活
夫のJess Lynnと二人の子供と一緒にニューヨーク州ブルックリンに住んでいる。